# Américo Vieira de Melo
Américo Vieira de Melo (* 20. Oktober 1879 in Bahia; † 2. Juli 1950 in Rio de Janeiro) war ein brasilianischer Seeoffizier, der zuletzt als Vizeadmiral (Vice-almirante) zwischen 1941 und 1945 Chef des Stabes (Chefe do Estado-Maior da Armada) der Marine (Marinha do Brasil) war.

## Leben
Américo Vieira de Melo begann im März 1896 als Seekadett (Aspirante a guarda-marinha) seine Ausbildung zum Seeoffizier an der Marineschule (Escola Naval) und wurde nach deren Beendigung im März 1901 zum Leutnant zur See (Segundo-tenente) befördert. Während seiner darauf folgenden Verwendung wurde er im Januar 1908 zum Kapitänleutnant (Capitão-tenente), im April 1918 zum Korvettenkapitän (Capitão-de-corveta) sowie im Januar 1928 zum Fregattenkapitän (Capitão-de-fragata) befördert. Nach der Revolution von 1930 erhielt er im Juli 1932 seine Beförderung zum Kapitän zur See (Capitão-de-mar-e-guerra) und wurde im Januar 1934 kommissarischer Chef des Stabes der Marine, ehe Vizeadmiral Henrique Aristides Guilhem im August 1934 neuer Chef des Marinestabes wurde. Nach dem Amtsantritt von Konteradmiral Anfilóquio Reis als Chef des Stabes der Marine, wurde er wiederum zum stellvertretenden Chef des Stabes ernannt. Als solcher wurde er im Februar 1936 zum Konteradmiral (Contra-almirante) sowie im Dezember 1940 zum Vizeadmiral (Vice-almirante) befördert. 1940 wurde er zudem Leiter der Abteilung für Marineausbildung (Diretor do Ensino Naval) sowie 1941 Mitglied des Admiralitätsrates.
Im August 1941 wurde Vizeadmiral Melo schließlich als Nachfolger von Vizeadmiral José Machado de Castro e Silva selbst Chef des Stabes (Chefe do Estado-Maior da Armada) der Marine (Marinha do Brasil) und hatte dieses während des Zweiten Weltkrieges bis zu seiner Ablösung durch Vizeadmiral José Maria Neiva im November 1945 im Zuge des Sturzes des sogenannten „Neuen Staates“ (Estado Novo) am 29. Oktober 1945 inne. Er war ferner von 1943 bis 1945 Mitglied des Nationalen Sicherheitsrates CSN (Conselho de Segurança Nacional) sowie Vizepräsident von dessen Studienkommission.